# Вунш, Иоганн Якоб фон
Барон Иоганн Якоб фон Вунш (нем. Johann Jakob von Wunsch, 22 декабря 1717, Хайденхайм-на-Бренце — 18 октября 1788, Пренцлау) — германский военный деятель, офицер вооружённых сил Пруссии, Баварии (полк герцогства Вюртемберг) и Габсбургской монархии и генерал от инфантерии прусской армии. Предпочитал командовать лёгкой пехотой.
Родился в семье меховщика. Вскоре после того, как Иоганну исполнилось 18 лет, отец отправил его на службу в Вюртемберге. В полку данного герцогства они вместе с отцом поддерживали войска Габсбургов в их войне против Османской империи в 1737 году. Позже, во время войны за австрийское наследство, Иоганн служил в баварской армии. В 1748 году на него обратил внимание принц Генрих Прусский и предложил службу в армии королевства, где Иоганн и сражался в годы Семилетней войны, руководя автономным корпусом и участвуя во многих набегах и стычках с габсбургской армией. В 1778 году по приказу короля Фридриха II Вунш возглавил вторжение через богемско-прусскую границу, которое стало началом войны за баварское наследство. По окончании войны Иоганн посвятил свои силы обучению лёгкой пехоты Пруссии и созданию автономного стрелкового корпуса. Преемник Фридриха II, Фридрих Вильгельм II, произвёл его в звание генерала от инфантерии, а также даровал дворянский титул.
Кавалер ордена «За заслуги» и ордена Чёрного орла.

## Происхождение и ранние годы
Иоганн Якоб родился 22 декабря 1717 года в Хайденхайме, Вюртемберг в семье меховщика. Его дед был профессиональным военным и служил в вооружённых силах габсбургской монархии, а отец несколько лет проходил службу в армии герцогства Бавария. Иоганн получил среднее образование в Вюртемберге и по достижении 18-летнего возраста был отправлен на обучение военному мастерству в полк герцога Вюртембергского. Там он был принят на курсы кадетов. Здесь Иоганн женился на Жозефине ле Руа, дочери военного комиссара Габсбургов, с которой имел одного сына.

## Военная карьера
Полк герцога Вюртембергского, в котором служил Иоганн, выступал на стороне Габсбургов в их войнах с Османской империей. Между 1737 и 1739 годами Вунш участвовал в нескольких сражениях в окрестностях Баня-Луки на территории Боснии. Однако в 1739 году он, видимо решив, что у него нет перспектив на службе у Габсбургов, вступил в армию Баварии в качестве старшего поручика гусарского полка Франжипани.
После смерти своего отца, императора Священной Римской Империи Карла VII, новый герцог Баварии Максимилиан III Иосиф отказался от претензий на имперский престол. Полк Вунша направился в Нидерланды, где в 1745 году освободил Брюссель от французских захватчиков. В ходе этой кампании Вунш получил звание ротмистра, то есть кавалерийского капитана. По завершении войны в 1749 году, Иоганн в том же звании получил должность в штабе и военную пенсию, оставшись в Нидерландах с женой и сыном. Однако в дальнейшем стало очевидно, что скоро будет ещё одна большая война. Тогда Вунш предложил свои услуги королю Пруссии Фридриху II. Его заметил брат короля, Генрих Прусский. По его рекомендации, Иоганн стал старейшим капитаном Прусской армии. Отныне он вместе со своим лёгким подразделением находился под руководством Генриха, который понимал всю ценность нового формирования для ведения быстрых перестрелок и набегов.

### Семилетняя война
На протяжении Семилетней войны Вунш успешно действовал в качестве офицера лёгких войск. После битвы под Прагой в 1757 году он получил звание майора. Следом последовал его «звёздный бой» под Торгау, на следующий день после которого его войска успешно вторглись в Лейпциг. Последующие успехи Пруссии в битве под Бреслау и сражении при Лейтене привели к повышению Иоганна до ранга подполковника, а также к его назначению командиром батальона по личному распоряжению Фридриха. Вскоре после этого Вунш совершил короткое путешествие в свой родной город Хайденхайм, после чего вновь вернулся в расположение армии в Богемии. Набеги Вунша были настолько успешными, что в июле 1759 года Фридрих произвёл его в полковники и назначил командующим своим собственным полком лёгкой пехоты. Всего лишь месяц спустя, 10 августа, Вунш был произведён в генерал-майоры. Однако два дня спустя, в битве при Кунерсдорфе, прусская армия была почти уничтожена союзными силами Габсбургов и Российской империи. Единственный сын Вунша погиб в бою. Самому Иоганну едва удалось спастись. В этом деле ему помогли оставшиеся в живых кавалеристы, прикрывшие отход командира. Отойдя в Берлин, Вунш принял на себя командование обороной города.
С апреля по ноябрь 1759 года Вунш вместе со своим полком принял участие в серии набегов и стычек в Силезии, Богемии, Франконии и Тюрингии, таких как битва при Петерсвальде (Силезия) в августе 1759 года. В Кёнигсварте его отряд вступил в перестрелку с войсками Габсбургов, после чего атаковал и разбил небольшой отряд противника у Вайнберга. В последнем бою Вунш захватил для своего полка две лёгкие пушки. Он продолжал успешные набеги на города, удерживаемые Габсбургами и их союзниками во Франконии, Саксонии и Богемии, захватывая припасы, пушки и большое количество военнопленных.
Впечатлённый рейдами Вунша, Фридрих направил его во главе корпуса в Саксонию. Таким образом, Иоганн впервые командовал войсками сам без чьего-либо руководства. Там он в частности участвовал в бою у Хойерсверды, успешном для пруссаков сражении, в котором общее командование осуществлял Фридрих Август Финк. Принц Генрих Прусский, командующий армией, удивил габсбургского командующего Леопольда фон Дауна внезапной атакой и пробил брешь в прусской защите. Это были первые положительные новости с фронта за несколько дней.
После двух месяцев боёв в Богемии 2 ноября Вунш был награждён орденом «За заслуги». Позже в том же месяце он участвовал в сражении при Максене, в котором армия графа Леопольда Йозефа фон Дауна изолировала и взяла в плен Финка. Впоследствии Вунш руководил своим корпусом и корпусом Финка, пока они тоже не были окружены: армия Дауна была в три раза больше, чем объединённые силы Пруссии. Вунш капитулировал 21 ноября 1759 г. и провёл оставшуюся часть войны в плену в Инсбруке.
После окончания войны Фридрих реорганизовал свою армию, поставив девять своих старших офицеров под командование генерала Ганса Иоахима фон Цитена. Ещё восемь человек были переданы под командование Финка. Вунш остался единственным старшим офицером с независимым корпусом. Это было достаточно необычно и в целом. Однако если учесть, что он не был пруссаком по происхождению, то такой статус означал высокий уровень доверия со стороны короля.

### Последние годы
Вунш использовал наступившие годы мира чтобы реорганизовать корпус лёгкой пехоты армии Фридриха, который располагался в Пренцлау. В начале июня 1778 года Иоганн перешёл границу с габсбургской Богемией близ укреплённого города Наход с несколькими сотнями солдат, что ознаменовало собой начало войны за баварское наследство. Местный гарнизон под командованием барона Фридриха Иосифа Науэндорского, в то время ставшего ротмистром (капитаном кавалерии), состоял всего из пятидесяти гусар. Несмотря на численное превосходство противника, габсбургский офицер выступил против Вунша. Когда его небольшой отряд достиг прусских сил, он приветствовал их как друзей. К моменту осознания реальных намерений войск Габсбургов, пруссаки подошли достаточно близко и по открытой местности. Благодаря оплошности противника, группа Фридриха Иосифа взяла верх. Однако в этой войне не было никаких серьёзных столкновений, только серия набегов, в которых обе стороны пытались лишить друг друга доступа к пище и фуражу. После первого набега на силезскую границу Вунш и его отряд остались в графстве Глац, охраняя военный комиссариат и пекарню до конца войны.
В 1787 году Фридрих Вильгельм II, преемник Фридриха Великого, посвятил Вунша в рыцари ордена Чёрного орла за безупречную службу, а также возвёл в ряды прусского дворянства, даровав титул барона. Но спустя год, 18 октября 1788 года, после продолжительной болезни Вунш умер от пневмонии в Пренцлау.

## Память
В 1790 году принц Генрих установил памятник Иоганну в Райнсберге. Надпись на нём гласит: «Великолепный памятник, который прусский народ установил от имени своего короля Фридриха Великого в честь Иоганна Якоба фон Вунша, сына Хайденхайма».